# José Gregorio Hernández
José Gregorio Hernández Cisneros, OFS (Isnotú, 26 de outubro de 1864 – Caracas, 29 de junho de 1919), foi um médico, cientista e religioso venezuelano. Conhecido como o "médico dos pobres", foi declarado beato em 2021. Foi beatificado no dia 30 de março de 2021, em Caracas. Em 25 de fevereiro de 2025, o Papa Francisco aprovou o decreto relativo à sua canonização.

## Biografia
José Gregorio Hernández Cisneros nasceu em uma pequena vila no estado de Trujillo. Filho de Benigno María Hernández Manzaneda, de ascendência colombiana, e Josefa Antonia Cisneros Mansilla, de origem espanhola. Ele passou toda a sua infância em sua cidade natal, onde seu pai vendia diversos tipos de produtos.
Aos treze anos, contou aos pais sobre seu desejo de se tornar advogado, mas foi persuadido seguir carreira na medicina. Em 1878, partiu da Cordilheira dos Andes em Trujillo para Caracas. Ele se matriculou no Colégio Villegas, uma das escolas mais prestigiadas do país na época, onde, em 1882, se formou com bacharelado em filosofia.

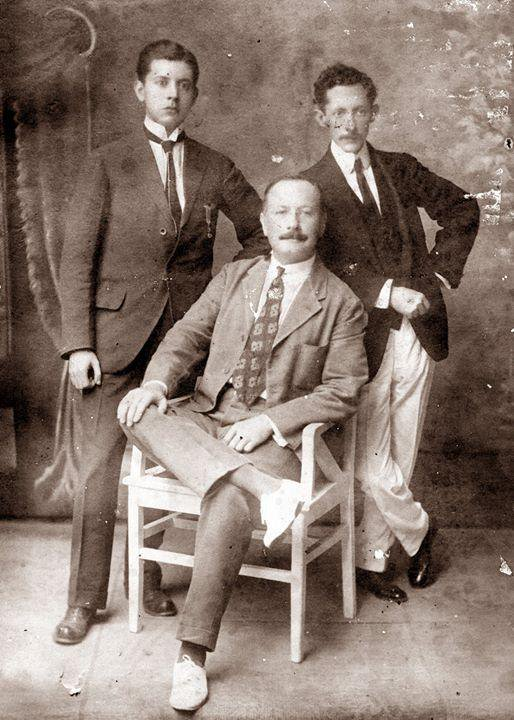
Da esquerda para a direita: Dr. José Gregorio Hernández, 26 anos, Dr. Emilio Ochoa e Dr. Francisco Antonio Rísquez; na Escola de Enfermagem da UCV na urbanização Sebucán, em Caracas (1890)

Matriculou-se na Universidade Central de Venezuela para iniciar seus estudos médicos, formando-se em 1888. O governo venezuelano lhe concedeu uma bolsa para continuar seus estudos na Europa. Hernández viajou para Paris, onde estudou outros campos da medicina. A partir de seu retorno em 1891, Hernández dedicou-se ao ensino na universidade, à medicina e à prática religiosa. Ficou conhecido como “o médico dos pobres” porque ele rotineiramente tratava pacientes necessitados de graça. Ele se concentrou em doenças bacterianas e é considerado o fundador da bacteriologia na Venezuela. Foi um dos 35 fundadores da Academia Nacional de Medicina em junho de 1904, ocupando a cadeira XXVIII. De 1909 até sua morte, ele foi Chefe do Laboratório do Hospital Vargas. Realizou e publicou diversas pesquisas científicas, além de outras produções literárias.
Era um franciscano secular, registrado desde 7 de dezembro de 1899. Em julho de 1908, chegou ao mosteiro cartuxo de Farneta, em Lucca, Itália; ele foi admitido como noviço em 29 de agosto e tomou o nome de irmão Marcelo. Contudo, sua saúde se prejudicou devido às duras regras da ordem, e contra sua vontade, José Gregorio foi obrigado a abandonar seus hábitos e a abandonar a Cartuxa Farneta nove meses depois de entrar nela. Voltou ao país e a universidade, e no mesmo ano ingressou no Seminário Santa Rosa de Lima. Com o fechamento da universidade pelo ditador Juan Vicente Gómez, em 1913, em uma nova tentativa, matriculou-se no Pontifício Colégio Latino-Americano em Roma, mas devido a tuberculose pulmonar, foi obrigado a retornar à Venezuela.
Com a chegada em 1918 da gripe espanhola altamente contagiosa na Venezuela, Hernández tratou pacientes em Caracas, prestando ajuda gratuita. Ele morreu em 1919, em um acidente de trânsito: foi arremessado contra um poste telefônico, batendo na beirada da calçada enquanto caía. Segundo o laudo pericial, morreu poucos minutos depois, pois fraturou a base do crânio e causou hemorragia interna.
Suas principais relíquias são veneradas na Igreja de La Candelaria, em Caracas, onde estava sepultado. Em outubro de 2020, seus restos foram exumados para o processo de beatificação.

## Beatificação
Após sua morte, a fama de Hernández começou a se espalhar. Alegações foram feitas por todo o país de milagres por sua intercessão.
O processo informativo sobre a possibilidade de identificar José Gregório Hernández Cisneros como santo começou em 1949 e se encerrou em 1958. O decreto sobre escritos foi dado em 1964 e a causa foi introduzida em 4 de maio de 1972, tornando-o Servo de Deus. O processo apostólico transcorreu de julho de 1973 a janeiro de 1976, e ambos os processos foram validados por decreto em 1 de agosto de 1980. A Positio foi dada em 1984. Após as etapas na Cúria, em 1985, o Papa João Paulo II realizou a promulgação do decreto sobre virtudes heroicas em 16 de janeiro de 1986, reconhecendo-o como Venerável.
Diante de um possível milagre atribuído a Hernández, a Diocese de San Fernando de Apure foi a responsável para a investigação sobre o milagre necessário para beatificação. O inquérito diocesano foi realizado rapidamente, entre dezembro de 2018 e janeiro de 2019, e validado em 1 de março de 2019. Após as sessões da Cúria em 2020, o Papa Francisco autorizou a Congregação para as Causas dos Santos a promulgar o decreto sobre o milagre em 19 de junho de 2020.

José Gregorio Hernández foi beatificado em 30 de abril de 2021. Devido à pandemia, a beatificação ocorreu em um pequeno ato no Colegio La Salle de Caracas; a cerimônia deveria ser conduzida pelo cardeal Pietro Parolin, secretário de Estado da Santa Sé, mas ele cancelou a viagem devido à pandemia, então dom Aldo Giordano, núncio apostólico, presidiu a beatificação. Segundo o arcebispo Giordano,
Como cientista que lutou contra os vírus, está escrito nas estrelas que ele tinha que ser beatificado quando a Humanidade precisa de esperança, precisa encontrar um caminho. Ele pode nos ajudar.

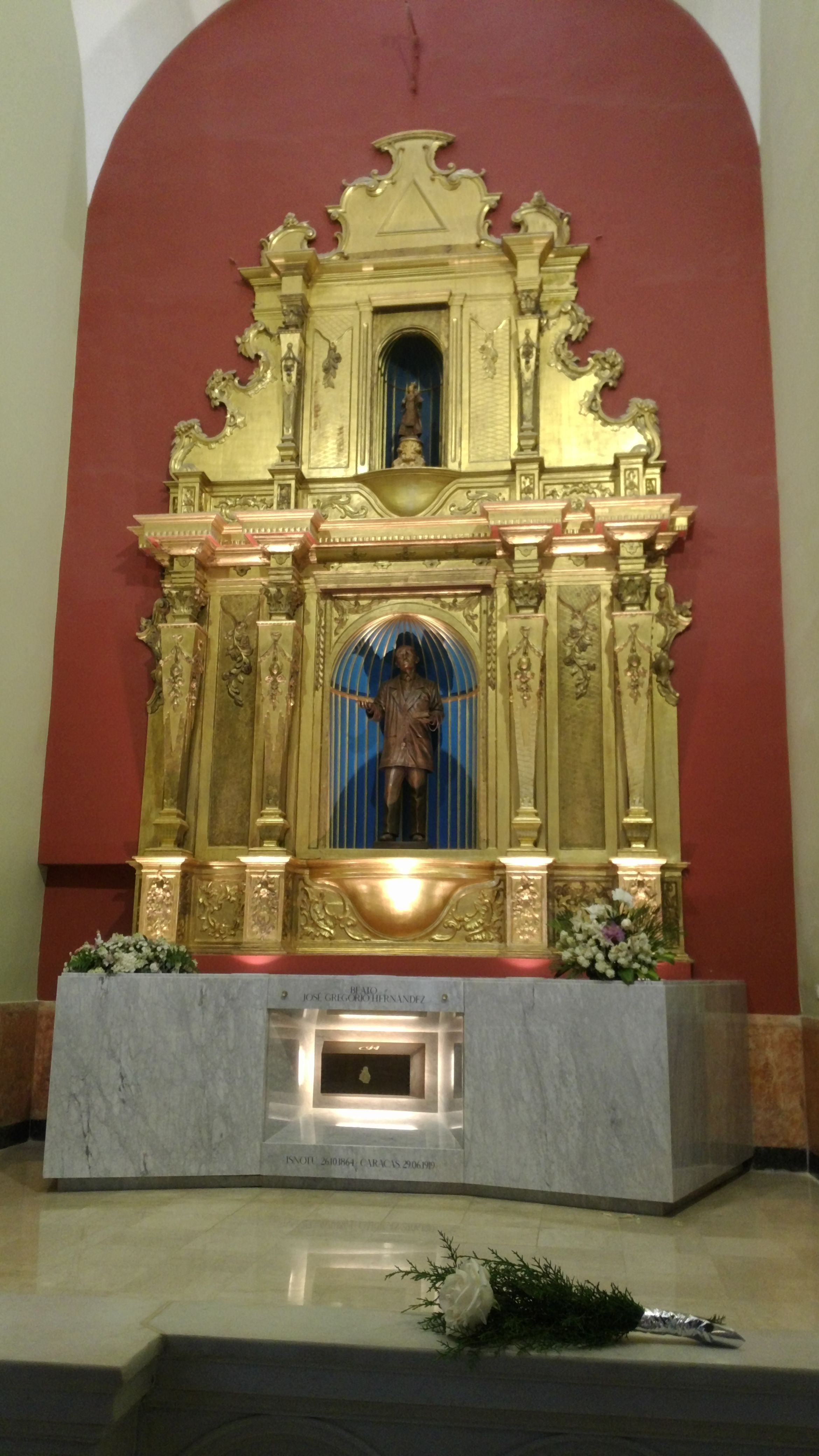
O túmulo de José Gregorio Hernández na Igreja de Nossa Senhora da Candelária, em Caracas

Além da Igreja Católica, Hernández também foi abraçado pelos seguidores de duas religiões populares que combinam elementos do catolicismo romano com crenças africanas e indígenas: María Lionza, que é nativa da Venezuela, e Santería, de Cuba.
Uma universidade privada em Maracaibo, a Universidad Dr. José Gregorio Hernández, leva seu nome. Em 2011, o aniversário de Hernández, 26 de outubro, foi declarado um "dia de celebração nacional" por Hugo Chávez. Também é uma figura popular importante e é comumente retratado na arte naïf.

## Canonização
Em 24 de fevereiro de 2025, em audiência no Policlínica Gemelli, onde estava internado, com o cardeal secretário de Estado Pietro Parolin e o substituto arcebispo Edgar Peña Parra, o Papa Francisco assinou o decreto que autoriza sua canonização. Com isso, o médico Hernández, ao lado de Madre Carmen Rendiles, cuja canonização também fora aprovada por Francisco, se tornarão os primeiros santos venezuelanos reconhecidos pela Igreja Católica.
Em consistório ordinário público de 13 de junho de 2025, o Papa Leão XIV decretou a data da canonização em 19 de outubro de 2025.

## Bibliografìa
- Ceferino Alegría, Figuras médicas venezolanas I, Ediciones Pulmobronk. Caracas, Venezuela, 1970
- Enrique Altazini, José Gregorio Hernández el santo de Venezuela, 2007
- Leopoldo Briceño-Iragorry, José Gregorio Hernández, su faceta médica (1864-1919), Gac Méd Caracas v.113 n.4 Caracas dez, 2005.
- Marianny Sánchez, José Gregorio Hernández, la filosofía de una ciencia, Academia Biomédica Digital, 2006
- María Matilde Suárez, José Gregorio Hernández, El Nacional y Banco del Caribe, Caracas, Venezuela, 2005 ISBN 980-6518-60-8